# Marian Andrzejewski

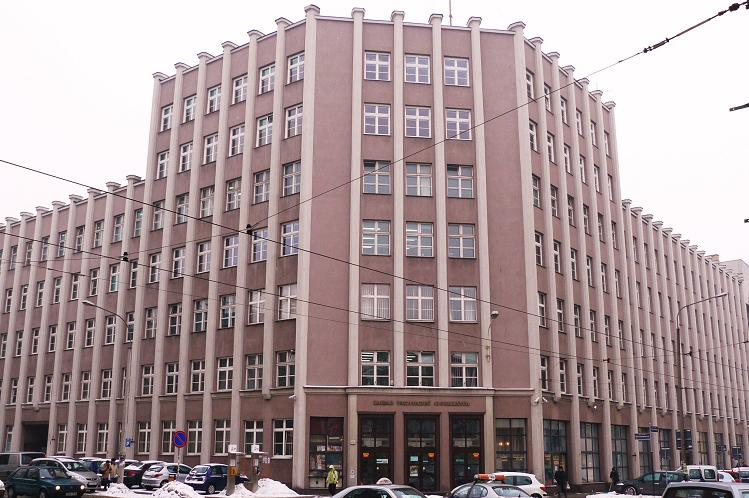
Gmach ZUS przy ul. Dąbrowskiego

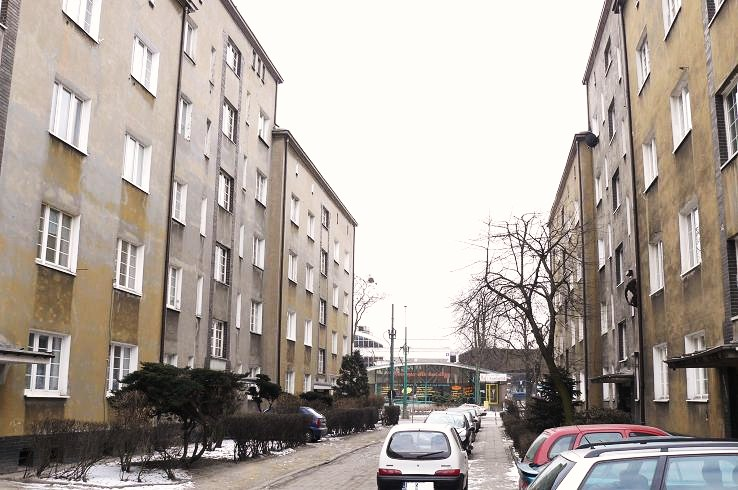
Osiedle Vesty w Poznaniu

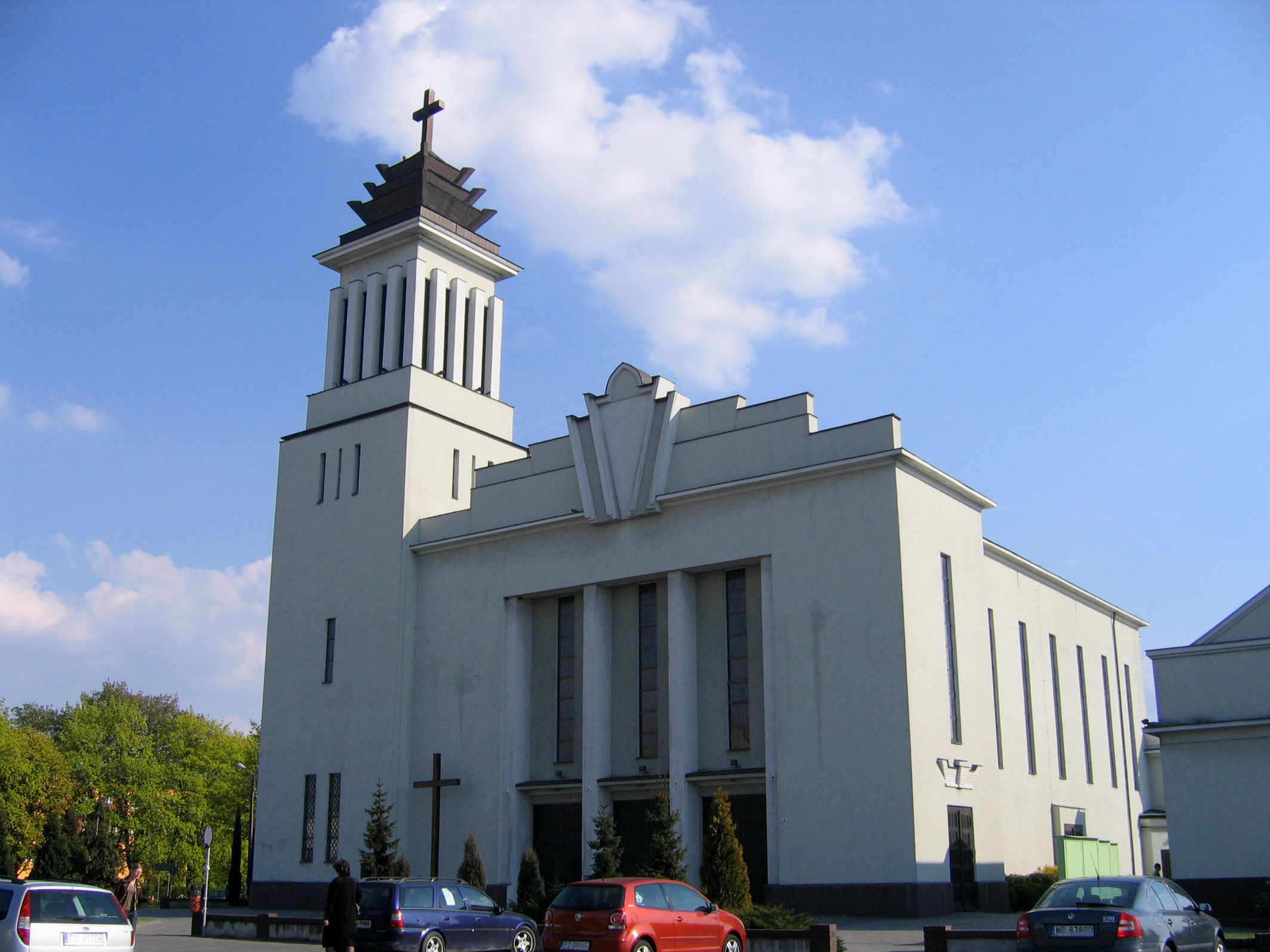
Kościół Świętej Trójcy w Poznaniu

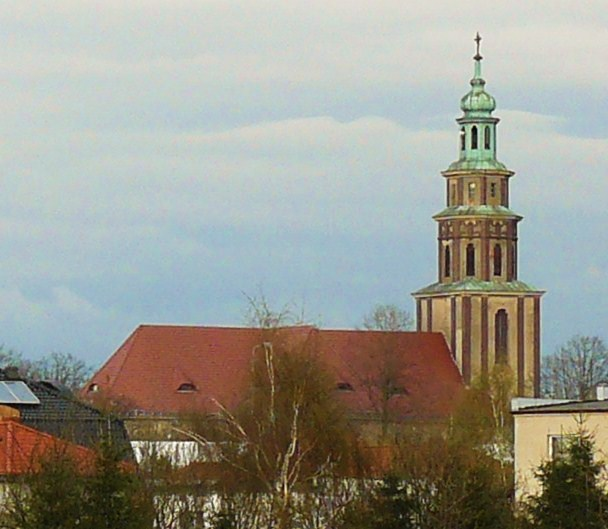
Kościół w Skórzewie

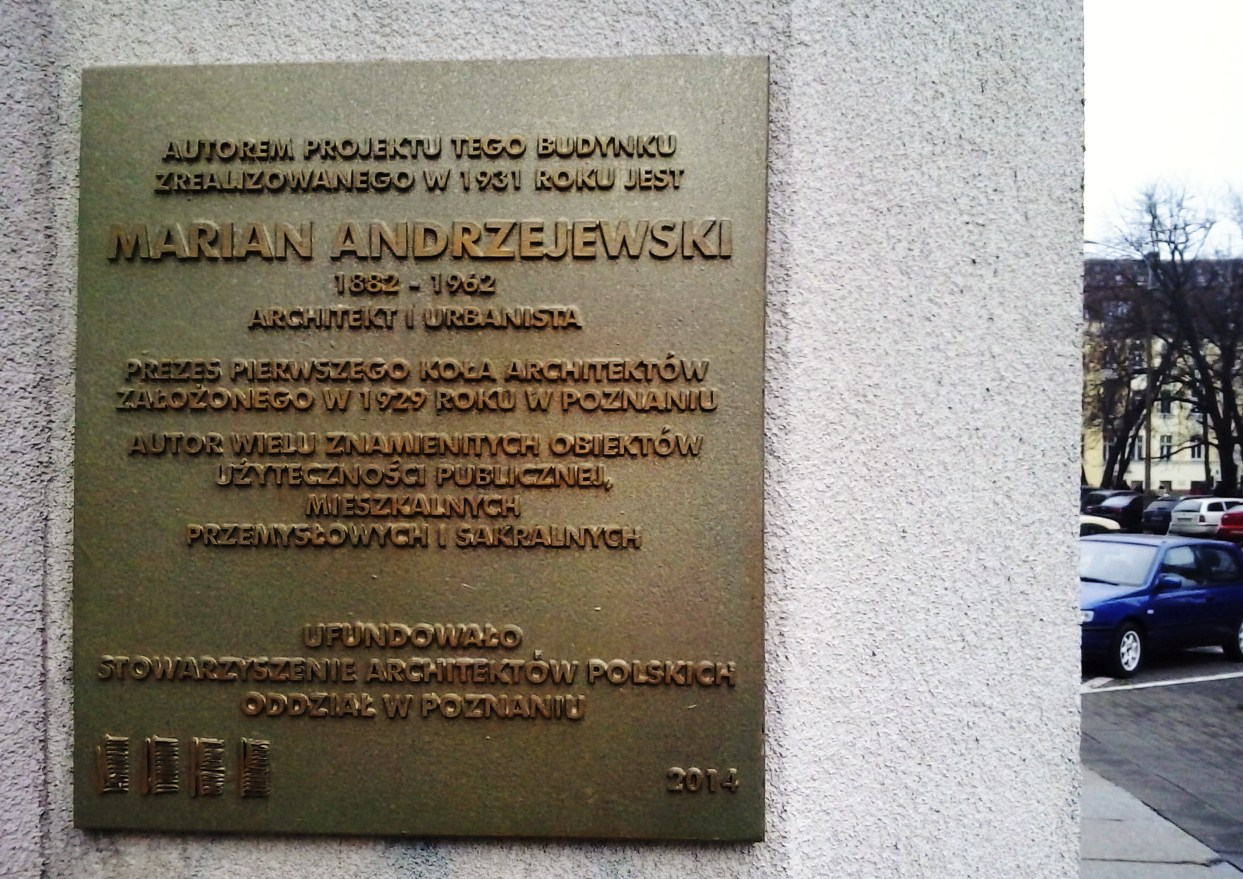
Tablica na I Oddziale ZUS w Poznaniu

Marian Andrzejewski (ur. 21 stycznia 1882 w Poznaniu, zm. 20 stycznia 1962 tamże) – polski architekt, urbanista, inżynier i budowniczy związany z Poznaniem.

## Życiorys
Urodził się 21 stycznia 1882 w Poznaniu w rodzinie mistrza kominiarskiego Konstantego i Franciszki z Ginterów. Ukończył Gimnazjum Marii Magdaleny w Poznaniu, następnie w 1907 Wyższej Szkoły Technicznej Charlottenburg. Do Poznania powrócił w 1912, po odbyciu praktyk budowlanych w Berlinie i Hanowerze. Wkrótce został członkiem Wydziału Technicznego PTPN (w organizacji był od 1912 do 1945, sekretarzem pozostawał w latach 1913–1916). Wcześniej, w dniach 8–9 września 1911, brał udział w obradach IV Zjazdu Delegacji Architektów Polskich w Hotelu Bazar. Od 1919 prezes Wydziału Architektów w ramach Stowarzyszenia Techników Polskich. Od 1927 wykładał budownictwo kościelne w seminarium arcybiskupim w Poznaniu. Był biegłym zaprzysiężonym na obwód Sądu Apelacyjnego w Poznaniu. Od 29 marca 1929 prezes Koła Architektów w Poznaniu. Od 1934 członek SARP-u (od pierwszego walnego zebrania w Warszawie). W październiku 1936 brał udział w wystawie wzornictwa „Sztuka, kwiaty, wnętrze”. W latach 1922–1939 prowadził własną pracownię architektoniczną przy placu Wolności w Poznaniu. Był także doradcą architektonicznym Kurii Arcybiskupiej. Okupację niemiecką spędził na terenie Poznania. Po 1945 uczył w Szkole Inżynierskiej i w 1954 został kierownikiem Zakładu Budownictwa Przemysłowego. Na emeryturze od 1961.
Zmarł 20 stycznia 1962 w Poznaniu na dzień przed swoimi 80. urodzinami. Został pochowany 24 stycznia 1962 na Cmentarzu na Junikowie w Poznaniu (pole 16-30-18).

## Ważne projekty (wybrane)

### Świeckie
- projekt pałacu w Czaczu (1912),
- przebudowa pałacu Bojanowskich w Grabonogu[5]
- projekt (niezrealizowany) Pomnika Wolności na placu Wolności w Poznaniu – I nagroda (wraz z Władysławem Marcinkowskim),
- pałac w Żurawieńcu, lata 20. XX w.,
- przebudowa dawnej słodowni należącej do browaru Huggerów koło Parku Wilsona na centralną restaurację PWK – największy wtenczas lokal gastronomiczny w Polsce (1929),
- gmach ZUS na ul. Dąbrowskiego (1931, wygrał projekt Władysława Czarneckiego, ale zrealizowano wizję Andrzejewskiego, która zajęła drugą pozycję),
- budynki fabryczne (1925) i parowozownia (1930–1932) dla zakładów HCP,
- olejarnia w Szamotułach,
- cukrownie w: Szamotułach i Opalenicy,
- fabryka opon Stomil w Dębicy (1936),
- osiedle Vesty w Poznaniu (1936–1937),
- projekt gmachu Urzędu Wojewódzkiego w Toruniu – I nagroda,
- odbudowa w Poznaniu, po zniszczenia wojennych: Państwowego Banku Rolnego, Izby Rzemieślniczej, Zakładu Doskonalenia Rzemiosła i hal fabrycznych „Stomilu”.

### Sakralne
- kierownictwo odnową kościoła farnego w Poznaniu (1913–1915),
- projekt renowacji Kurii Metropolitalnej na Ostrowie Tumskim (1920),
- projekt przebudowy wikariatu przy ul. Lubrańskiego 2 (1924, 1928),
- kościół w Silnej koło Międzychodu (1925),
- kościół w Łowyniu (1927),
- kościół w Skórzewie (1927–1928),
- przebudowa drewnianego kościoła św. Mikołaja w Wierzenicy (1932),
- restauracja drewnianego kościoła św. Barbary w Odolanowie-Górce,
- kościół św. Idziego w Modrzu (1936),
- kościół Świętej Trójcy w Poznaniu (1936–1937), dokończony w końcu XX wieku,
- kościoły w: Podzamczu, Kowalewie, Inowrocławiu (garnizonowy, 1927–1928), Mątwach, Sędzinach i Bolewicach.

## Życie prywatne
Od 1918 był żonaty z Łucją Lindner (1894–1962).

## Ordery i odznaczenia
- Srebrny Krzyż Zasługi (11 listopada 1936)[7]
- Oficer Orderu Palm Akademickich (Francja)[2]